# 協同民主党
協同民主党（きょうどうみんしゅとう）は、日本の政党。

## 概要
1946年5月24日、第22回衆議院議員総選挙で党勢がふるわなかった日本協同党が、他の中道政党との合同を図る過程で誕生した。当初は院内団体「大同倶楽部」との合同の計画が進んでいたが直前で頓挫したため（大同倶楽部は国民党を結成）、やむなく小政党の日向民主党、日本農本党と合同、無所属議員を加えたものである。
協同組合主義、労使協調を標榜した。この頃の協同民主党は、GHQ民政局の政党係から、「戦前の官界にその源流を持つ中道主義の組織」「党の公約は小作農よりも不在地主の利益を代表する農業政党」「党の公約は官僚や資本家を悪者扱いした軍国主義者、全体主義者のスローガンの復活」「天皇制について最も保守的な政党であり、日本の政治思想の右翼を代表している」と見られていた。
結党直後、山本は大同倶楽部の中で合同を主導していた三木武夫を入党させる。山本は党勢拡大のため、政治家経験がある人物の入党を望んでおり、衆議院議員当選3回の三木に目星をつけたのである。三木のようなこれまで協同主義に深い関わりがない人物を入党させることに、北勝太郎ら農村派は反発したが、山本は押し切った。三木は入党後まもなく総務委員、次いで筆頭常任中央委員に選ばれる。
山本執行部は旧大同倶楽部との合同を再度もくろむが、失敗に終わる。この過程で北ら農村派と執行部との対立が激化し、北らは除名処分を受ける。更に与党第二党の日本進歩党との合同を山本と有力議員であった林平馬が進めるが、保守色が強い進歩党との合同に三木らが反対し、進歩党内でも協同民主党との合同に反対する声が上がった。結局進歩党との合同は9月末には白紙となり、協同民主党内では山本や林らの権威が低下し、その反面三木の力が増していくことになった。
党成立直後の1946年6月、山本の公職追放が取り沙汰される。山本が社長を務めていた改造社の雑誌改造の戦時中の論調などの問題により、公職資格審査委員会から議員不適格との表明がなされたのである。山本は委員会に再審査を要求するとともに、民政局に対して政府の弾圧を受けた自由主義者であることを訴え、民間諜報局（CIS）にも働きかけるなど追放回避の運動を行った。しかし民政局はかえって山本の運動に不快感を抱き、12月16日には林譲治書記官長から改めて追放令に該当する旨通告され、年内に議員を辞職するよう求められた。結局山本は追放となり、1947年（昭和22年）2月14日には議員辞職が認められた。
党首である山本の公職追放により、協同民主党は書記長の井川忠雄と三木、三木の政界入り以前からの友人で、盟友であった松本瀧蔵によって主導されることになるものと見込まれていた。しかし山本追放からわずか4日後の2月18日、井川が狭心症により急死してしまい、三木が党の実権を握った。三木にとっては、ライバルの不在に加えて党内屈指のキャリア、翼賛選挙を非推薦で戦い抜いたという実績、GHQとの良好な関係、党内で最も高い資金調達能力という利点が重なった。当時39歳の三木は、これを皮切りに小政党・派閥のトップとして政界を渡り歩き、「バルカン政治家」と後世で呼ばれるようになるに至る。以降の党内では、三木が党務を、松本がGHQとの交渉を分担して仕切る。
1947年、憲法改正に伴う次期総選挙を前に、三木は国民党、そして無所属倶楽部との合同を再度画策。三党が合同した暁には、党首として、与党日本自由党で冷遇されていた芦田均を担ぐことを考えて、2月には芦田に対して決断を促した。しかし芦田は三木の要請を断り、逆に進歩党と三党とが合同して新党を結成することを提案した。三木は連立与党の自由党、進歩党を分裂させた上で三党と合同するという小会派を軸とした政界再編を狙っており、進歩党に三党が合同しては狙いが全く達成できない形となるため、芦田の提案を拒否した。結局新党結成は三党で進められた。3月8日、協同民主党、国民党、無所属倶楽部の一部が合同して国民協同党が結党される。
後史
その後、同党は複数回の合同を経て、1955年の保守合同によって自由民主党へと合流している。

## 役職

### 歴代委員長一覧
| 代 | 委員長 | 委員長   | 在任期間                                             |
| -- | ------ | -------- | ---------------------------------------------------- |
| 1  |        | 山本実彦 | 1946年（昭和21年）5月24日 - 1947年（昭和22年）3月8日 |

### 執行部役員表
| 委員長   | 書記長   | 政策調査会長 |
| -------- | -------- | ------------ |
| 山本実彦 | 井川忠雄 | 船田享二     |